# Kuku (peuple)
Pour les articles homonymes, voir Kuku.
Les Kuku sont une population d'Afrique centrale et orientale vivant au nord-est de la République démocratique du Congo, au Soudan du Sud et à l'ouest de l'Ouganda.

## Ethnonymie
Selon les sources, on observe peu de variantes : Kuku, Kukus.

## Langue
Leur langue est le kuku, une langue bari.